# Зограбян, Сурен Гегамович
Сурен Гегамович Зограбян (арм. Սուրեն Գեղամի Զոհրաբյան; 5 апреля 1921, Агавнатун, Эчмиадзинский уезд — 10 сентября 2017) — советский армянский нейрохирург, профессор, доктор медицинских наук.

## Биография
В 1942 окончил Ереванский медицинский институт. Основоположник нейрохирургической школы Армении. В 1958—1959 годах — проректор Ереванского медицинского института. С 1960 года — главный нейрохирург Армении. Советник директора Национального института здравоохранения имени академика С. Авдалбекяна.

## Награды
- Звание Заслуженного деятеля науки Армении (2010)[1].
- Медаль Мхитара Гераци
- Медаль Маршала Баграмяна